# Melanaspis figueiredoi
Melanaspis figueiredoi är en insektsart som beskrevs av Ernest Lepage 1942. Melanaspis figueiredoi ingår i släktet Melanaspis och familjen pansarsköldlöss. Inga underarter finns listade i Catalogue of Life.